# يعقوب آرتين
يعقوب آرتين (15 أبريل 1842 - 21 يناير 1919) هو مدرسًا وباحثًا وكاتب مصري من أصل أرمني. 
عمل في وزارة المعارف المصرية عام 1888،ويعتبر أول من كتب الحكايات الشعبية المصرية، ودونها وسجلها، وأحد أبرز رجال التعليمِ في مصر خلال الربع الأخير من القرن التاسع عشر 

## حياته
ولد يعقوب آرتين باشا في عام 1842، وتعود أصوله إلى الجالية الأمنية التى استوطنت مصر، وأسهمت بشكل كبير في الحياة السياسية والثقافية. فوالده أرتين بك تشراكيان الذى كان من تلامذة البعثة الأولى، التى أرسلها محمد على باشا إلى فرنسا، وتولى منصب وزير الخارجية في حكومة محمد على باشا، درس بين تركيا وفرنسا، واهتم بالقانون والأدب، فقه اللغة، عندما عاد إلى مصر عام 1870، عينه الخديوي إسماعيل سكرتيرًا أوروبيًا للقصر، وبعد ذلك تولى منصب وزير المعارف مرتين.
شغل يعقوب منصب وكيل نظارة المعارف المصرية منذ سنة 1884 وحتى عام 1906 وقام بدور كبير وبارز في مجال التعليم، حيث امتلك رؤية مختلفة وعَصرية للمنظومة التعليمية المصرية، عمل على أن تهتم المَدارس بتعليم اللغات الأجنبية، وأن تركز مناهجها الدراسية على الكيف لا الكم، وقد بذل جهودًا ملموسة لتطوير المدارس المصرية، كما كان من أوائل الداعين لإنشاء جامعة مصرية.